# Röplabda a 2000. évi nyári olimpiai játékokon
A 2000. évi nyári olimpiai játékokon a röplabdatornákat szeptember 16. és október 1. között rendezték.

## Éremtáblázat
(A rendező ország csapata eltérő háttérszínnel, az egyes számoszlopok legmagasabb értéke, vagy értékei vastagítással kiemelve.)
| A 2000. évi nyári olimpiai játékok éremtáblázata röplabdában | A 2000. évi nyári olimpiai játékok éremtáblázata röplabdában | A 2000. évi nyári olimpiai játékok éremtáblázata röplabdában | A 2000. évi nyári olimpiai játékok éremtáblázata röplabdában | A 2000. évi nyári olimpiai játékok éremtáblázata röplabdában | Olimpia  |
| ------------------------------------------------------------ | ------------------------------------------------------------ | ------------------------------------------------------------ | ------------------------------------------------------------ | ------------------------------------------------------------ | -------- |
|                                                              | Ország                                                       | Arany                                                        | Ezüst                                                        | Bronz                                                        | Összesen |
| 1.                                                           | Ausztrália (AUS)                                             | 1                                                            | 0                                                            | 0                                                            | 1        |
|                                                              | Kuba (CUB)                                                   | 1                                                            | 0                                                            | 0                                                            | 1        |
|                                                              | Egyesült Államok (USA)                                       | 1                                                            | 0                                                            | 0                                                            | 1        |
|                                                              | Jugoszlávia (SCG)                                            | 1                                                            | 0                                                            | 0                                                            | 1        |
|                                                              |                                                              |                                                              |                                                              |                                                              |          |
| 5.                                                           | Brazília (BRA)                                               | 0                                                            | 2                                                            | 2                                                            | 4        |
| 6.                                                           | Oroszország (RUS)                                            | 0                                                            | 2                                                            | 0                                                            | 2        |
|                                                              |                                                              |                                                              |                                                              |                                                              |          |
| 7.                                                           | Németország (GER)                                            | 0                                                            | 0                                                            | 1                                                            | 1        |
|                                                              | Olaszország (ITA)                                            | 0                                                            | 0                                                            | 1                                                            | 1        |
|                                                              |                                                              |                                                              |                                                              |                                                              |          |
| Összesen                                                     | Összesen                                                     | 4                                                            | 4                                                            | 4                                                            | 12       |

## Érmesek

### Teremröplabda

#### Férfi torna
| A 2000. évi nyári olimpiai játékok érmesei férfi röplabdában | A 2000. évi nyári olimpiai játékok érmesei férfi röplabdában | A 2000. évi nyári olimpiai játékok érmesei férfi röplabdában | A 2000. évi nyári olimpiai játékok érmesei férfi röplabdában |
| --- | --- | --- | ------------------------------------------------------------ |
| Arany | Ezüst | Bronz |                                                              |
| Jugoszlávia (YUG) | Oroszország (RUS) | Olaszország (ITA) |                                                              |
| Vladimir Batez Slobodan Boškan Andrija Gerić Nikola Grbić Vladimir Grbić Slobodan Kovač Đula Mešter Vasa Mijić Ivan Miljković Veljko Petković Goran Vujević Igor Vušurović | Alekszandr Geraszimov Valerij Gorjusev Vagyim Hamutckih Roman Jakovlev Alekszej Kazakov Alekszej Kulesov Jevgenyij Mitykov Ruszlan Olihver Igor Sulepov Ilja Szaveljev Szergej Tyetyuhin Konsztantyin Usakov | Marco Bracci Andrea Gardini Andrea Giani Pasquale Gravina Marco Meoni Samuele Papi Andrea Sartoretti Paolo Tofoli Luigi Mastrangelo Simone Rosalba Mirko Corsano Alessandro Fei |                                                              |

#### Női torna
| A 2000. évi nyári olimpiai játékok érmesei női röplabdában | A 2000. évi nyári olimpiai játékok érmesei női röplabdában | A 2000. évi nyári olimpiai játékok érmesei női röplabdában | A 2000. évi nyári olimpiai játékok érmesei női röplabdában |
| --- | --- | --- | ---------------------------------------------------------- |
| Arany | Ezüst | Bronz |                                                            |
| Kuba (CUB) | Oroszország (RUS) | Brazília (BRA) |                                                            |
| Taismary Agüero Zoila Barros Regla Bell Marlenis Costa Ana Fernández Mirka Francia Idalmis Gato Lilia Izquierdo Mireya Luis Yumilka Ruíz Marta Sánchez Regla Torres | Jevgenyija Artamonova Anasztaszija Belikova Jekatyerina Gamova Jelena Gogyina Tatyjana Gracseva Natalja Morozova Olga Potasova Ljubov Saskova Inyessza Szargszjan Jelizaveta Tyiscsenko Jelena Tyurina Jelena Vaszilevszkaja | Leila Barros Virna Dias Érika Coimbra Janina Conceição Kely Fraga Ricarda Lima Kátia Lopes Walewska Oliveira Elisângela Oliveira Karin Rodrigues Raquel Silva Hélia Rogério Souza |                                                            |

### Strandröplabda

#### Férfi torna
| A 2000. évi nyári olimpiai játékok érmesei férfi strandröplabdában | A 2000. évi nyári olimpiai játékok érmesei férfi strandröplabdában | A 2000. évi nyári olimpiai játékok érmesei férfi strandröplabdában | A 2000. évi nyári olimpiai játékok érmesei férfi strandröplabdában |
| ------------------------------------------------------------------ | ------------------------------------------------------------------ | ------------------------------------------------------------------ | ------------------------------------------------------------------ |
| Arany                                                              | Ezüst                                                              | Bronz                                                              |                                                                    |
| Egyesült Államok (USA)                                             | Brazília (BRA)                                                     | Németország (GER)                                                  |                                                                    |
| Dain Blanton Eric Fonoimoana                                       | Zé Marco de Melo Ricardo Santos                                    | Axel Hager Jörg Ahmann                                             |                                                                    |

#### Női torna
| A 2000. évi nyári olimpiai játékok érmesei női strandröplabdában | A 2000. évi nyári olimpiai játékok érmesei női strandröplabdában | A 2000. évi nyári olimpiai játékok érmesei női strandröplabdában | A 2000. évi nyári olimpiai játékok érmesei női strandröplabdában |
| ---------------------------------------------------------------- | ---------------------------------------------------------------- | ---------------------------------------------------------------- | ---------------------------------------------------------------- |
| Arany                                                            | Ezüst                                                            | Bronz                                                            |                                                                  |
| Ausztrália (AUS)                                                 | Brazília (BRA)                                                   | Brazília (BRA)                                                   |                                                                  |
| Natalie Cook Kerri Pottharst                                     | Adriana Behar Shelda Bede                                        | Adriana Samuel Sandra Pires                                      |                                                                  |